# Santiago Giménez
Santiago Tomás Giménez (Buenos Aires, 18 de abril de 2001) es un futbolista argentino, naturalizado mexicano, que juega como delantero centro en el A. C. Milan de la Serie A de Italia. Es internacional con la selección mexicana.

## Primeros años
Nació el 18 de abril de 2001 en la ciudad de Buenos Aires, capital de Argentina. Es el mayor de los tres hijos de la pareja conformada por el exfutbolista Christian Eduardo Giménez y María Bernarda Giménez. Sus hermanas, Agustina y Sofía, nacieron en México. Al momento de su nacimiento su padre era parte del plantel de Boca Juniors, de la Primera División de Argentina. Se trasladó a México en 2004, junto a su familia, cuando su padre fue fichado por el Veracruz.

## Trayectoria

### Club de Fútbol Cruz Azul

#### Categorías inferiores
Comenzó su carrera en 2010, cuando tenía 9 años, en las inferiores del Cruz Azul, al que se conectó a través de su padre, quien también tuvo una destacada trayectoria en ese club. Durante estos años pasó por las categorías sub-15 y sub-17.

#### Debut
Fue el entrenador Paco Jémez quien lo hizo debutar profesionalmente el 2 de agosto de 2017, en el empate 1-1 ante los Tigres de la UANL, en el estadio Universitario, por la  Copa México Apertura 2017. Ingresó en el minuto 86, reemplazando a Víctor Zúñiga. En el partido, Giménez lució el dorsal número 302 en su camiseta.

#### 2019-20: Llegada al primer equipo del Cruz Azul
El 28 de agosto de 2019, hizo su debut en la Primera División de México con el equipo de Cruz Azul durante un partido de la jornada 4 contra el Tijuana en el estadio Caliente. Fue titular y jugó durante 64 minutos antes de ser sustituido por Guillermo Matías Fernández. El partido finalizó con una derrota de su equipo por 2-3.
Debido a las lesiones en el equipo previo al Clausura 2020, Robert Siboldi le dio la titularidad en el inicio de campaña contra el Atlas, partido que culminó 1-2 a favor de los visitantes. Anotó su primer gol como profesional en la jornada 4, en el empate 3-3 ante el Toluca en la Bombonera. Realizó su segunda anotación en la victoria 3-1 en el estadio Azteca ante el Pachuca.

### Feyenoord Rotterdam

#### 2022-23: Primera temporada en Europa
El 29 de julio de 2022, Giménez se incorporó al Feyenoord con un contrato de cuatro años.
Hizo su debut con el Feyenoord el 13 de agosto de 2022 durante la segunda jornada de la Eredivisie 2022-23. El partido se disputó en el Stadion Feijenoord contra el Sportclub Heerenveen y terminó con un empate 0-0. En ese encuentro, Giménez tuvo la oportunidad de ingresar al campo como suplente en el minuto 78, reemplazando a Danilo Pereira da Silva.
Marcó su primer gol para el club el 27 de agosto, anotando el segundo gol en la victoria del club por 4-0 sobre el FC Emmen y también brindó la asistencia para que Jacob Rasmussen anotara el tercer gol del club.
El 7 de mayo de 2023, Giménez logró su primer doblete con el Feyenoord en un partido contra el Excelsior Róterdam en la Jornada 31 (considerado el «Derbi de Róterdam»). El encuentro tuvo lugar en el Van Donge & De Roo Stadion y finalizó con una victoria por 2-0 a favor del Feyenoord. El primer gol llegó en el minuto 9 del encuentro, y posteriormente, en el minuto 75.
El 14 de mayo de 2023, anotó un gol para el Feyenoord en el partido contra el Go Ahead Eagles, que se llevó a cabo en el Stadion Feijenoord. Giménez anotó el segundo gol del encuentro en el minuto 18, contribuyendo a la victoria final del Feyenoord por 3-0. Este partido fue significativo para el Feyenoord, ya que les permitió asegurar el título de la Eredivisie 2022-23.
Como resultado de su victoria en la liga, el Feyenoord obtuvo la clasificación a la fase de grupos de la Liga de Campeones de la UEFA 2023-24. Durante la temporada de la Eredivisie 2022-23, fue el máximo goleador del Feyenoord, anotando un total de 15 goles. Siendo el cuarto máximo goleador de la liga en esa temporada, siendo superado por Anastasios Douvikas y Xavi Simons, quienes anotaron 18 goles, y Sydney van Hooijdonk con 16 goles anotados.
Durante su participación en la edición de la Copa de los Países Bajos 2022-23, Giménez jugó un total de 206 minutos distribuidos en 4 partidos y anotó 3 goles. En el primer encuentro del Feyenoord en la Segunda Ronda contra el PEC Zwolle el 12 de enero de 2023 en el Stadion Feijenoord, Giménez ingresó como sustituto de Danilo Pereira da Silva en el minuto 83 y jugó 7 minutos sin anotar goles. El Feyenoord ganó el partido con un marcador de 3-1.
En el segundo partido de la Copa, correspondiente a los octavos de final contra el NEC Nimega el 8 de febrero de 2023 en el Stadion Feijenoord, Giménez anotó su primer gol en el minuto 98. El partido terminó empatado 4-4 y el Feyenoord avanzó a la siguiente ronda tras ganar en la tanda de penales, donde Giménez cobró exitosamente el segundo penal. En los cuartos de final contra el S. C. Heerenveen el 1 de marzo de 2023 en el Abe Lenstra Stadion, Giménez anotó su segundo gol en el minuto 80, asegurando la victoria por 1-0 del Feyenoord. Su tercer gol en la competición se produjo en la semifinal contra el A. F. C. Ajax el 5 de abril de 2023 en el Stadion Feijenoord jugando como local, anotando en el minuto 45+2. A pesar de su gol, el Feyenoord fue eliminado al perder el partido 1-2.
Durante su primera temporada, logró anotar un total de 23 goles, superando la marca establecida por Javier Hernández Balcázar (Chicharito) como la mejor productividad de un mexicano debutante en clubes de ligas de la UEFA. De esos 23 goles, 15 fueron en la Eredivisie 2022-23, 5 en la Liga Europa de la UEFA 2022-23 y 3 en la Copa de los Países Bajos. Finalmente se proclamó campeón en la temporada 2022-2023.

##### Liga Europa 2022-23
El 8 de septiembre, hizo su debut en la UEFA Europa League contra el club italiano Lazio en la edición de esa temporada en un partido de la fase de grupos, entrando como suplente en el minuto 64 y anotando dos veces en la derrota del club por 4-2. El 3 de noviembre, tras entrar como suplente, anotó el único gol en la victoria por 1-0 ante la Lazio en la fase de grupos de la UEFA Europa League, lo que les otorgó el primer puesto del grupo y la clasificación directa a los octavos de final.
En los octavos de final, el Feyenoord se enfrentó al club ucraniano Shakhtar Donetsk. El partido de ida fue el 9 de marzo de 2023 y tuvo lugar en el Estadio del Ejército Polaco en Varsovia, Polonia. El resultado fue un empate 1-1 entre el Feyenoord y el Shakhtar Donetsk. La vuelta fue el 16 de marzo de 2023 y se llevó a cabo en el Stadion Feijenoord en Róterdam, Países Bajos. En este encuentro, Giménez jugó como titular y anotó un gol en el minuto 9 del partido, fue sustituido por Danilo Pereira da Silva en el minuto 57. El Feyenoord ganó con un marcador de 7-1. En el global de ambos partidos, el Feyenoord ganó con un resultado total de 8-2.
En los cuartos de final, el Feyenoord se enfrentó al club italiano A. S. Roma. El partido de ida fue el 13 de abril de 2023 y tuvo lugar en el Stadion Feijenoord en Róterdam, Países Bajos, donde el Feyenoord ganó por 1-0 sobre el A. S. Roma. Giménez fue titular en ese partido y jugó hasta el minuto 83, cuando fue sustituido por Marcos López. El partido de vuelta fue el 20 de abril de 2023 y se llevó a cabo en el Estadio Olímpico de Roma, Italia donde el Feyenoord sufrió una derrota por 1-4 ante el A. S. Roma. Giménez fue alineado como titular en ese partido y recibió una tarjeta amarilla en el minuto 39. Sin embargo, en el minuto 120, cometió una falta que resultó en una tarjeta roja, siendo expulsado del campo. La expulsión de Giménez en el partido de vuelta tuvo consecuencias para la Liga de Campeones de la UEFA 2023-24. Como resultado, no podrá disputar los primeros dos partidos de la fase de grupos del torneo debido a la sanción impuesta por la tarjeta roja recibida.

#### 2023-24
El primer partido de la temporada en el que participó fue en la Supercopa de los Países Bajos. Este torneo enfrentó a su equipo, el Feyenoord, como ganador de la liga en la temporada anterior, contra el ganador de la Copa de los Países Bajos, el PSV Eindhoven. El partido se disputó en el Stadion Feijenoord el 4 de agosto de 2023. El partido se llevó a cabo en el Stadion Feijenoord el 4 de agosto de 2023. Sin embargo, en este encuentro, el Feyenoord sufrió una derrota con un marcador de 0 a 1. El único gol del partido fue anotado por Noa Lang en el minuto 79.
Giménez debutó en la temporada 2023-24 en un partido contra el Fortuna Sittard, que tuvo lugar el 13 de agosto de 2023 en el Stadion Feijenoord. Este partido finalizó en empate sin goles. Su segundo partido de la temporada fue contra el Sparta Róterdam el 20 de agosto de 2023 en el Sparta Stadion Het Kasteel. En este encuentro, Giménez anotó su primer gol de la temporada al minuto 79, asistido por Igor Paixão, contribuyendo al marcador final de empate 2 a 2.
El tercer partido se llevó a cabo el 27 de agosto de 2023 en el Stadion Feijenoord, donde el Feyenoord logró la mayor goleada de la temporada hasta la jornada 3, venciendo al Almere City Football Club por un resultado de 6 a 1. En este partido, Giménez destacó al anotar un doblete. Su primer gol fue al minuto 4, asistido por Quinten Timber, convirtiéndose en el gol más rápido de la temporada hasta la jornada 3, el segundo gol lo marcó de penal en el minuto 65. El cuarto partido tuvo lugar el 3 de septiembre de 2023 contra el Football Club Utrecht en el Estadio Galgenwaard. En este partido, el Feyenoord obtuvo una destacada victoria con un marcador de 1 a 5, que representó la mayor victoria visitante hasta la jornada 4. Giménez anotó su segundo doblete de manera consecutiva en la temporada. Su primer gol fue al minuto 8, asistido por Dávid Hancko, mientras que el segundo llegó al minuto 46. Sin embargo, se vio obligado a abandonar el campo al minuto 55 debido a una lesión, siendo reemplazado por Ayase Ueda, quien anotó otro gol al minuto 71.
Después de la Fecha FIFA de octubre, en la que Giménez estuvo convocado por la selección mexicana para los partidos contra las selecciones de Australia y Uzbekistán, regresó a Róterdam. En la jornada 5 disputó el partido el 16 de septiembre de 2023 en Stadion Feijenoord, donde el Feyenoord por segunda ocasión logró la mayor goleada de la temporada hasta la jornada 5, venciendo al Sportclub Heerenveen por un resultado de 6 a 1 (al igual que lo hecho por ellos en la jornada 3 contra el Almere City Football Club). En este partido, Giménez anotó un gol al minuto 60 asistido por Quilindschy Hartman.
En el sexto partido fue el De Klassieker (clásico nacional de la Eredivisie) que se diputa entre el Ajax de Ámsterdam y el Feyenoord (los dos clubes más históricos de Países Bajos). Los primeros 55 minutos se jugaron el 25 de septiembre de 2023 en la Johan Cruyff Arena contra el Ajax de Ámsterdam. El partido se suspendió debido a que aficionados del Ajax de Ámsterdam lanzaron objetos al campo de juego, entre ellos bengalas. El partido se reanudó el 27 de septiembre de 2023 jugándose los 35 minutos restantes del encuentro a puerta cerrada. En tal partido el Feyenoord ganó con un marcador de 0 a 4 en favor a ellos como visitantes. Giménez destacó marcando un triplete, el primero en su carrera profesional, además de ser el primero en la temporada 2023-24 y dando una asistencia, participando así en todos los goles del encuentro. El primero gol lo marcó a los 9 minutos asistido por Quinten Timber. El segundo fue marcado solo 9 minutos después al minuto 18 del encuentro, en tal gol, Giménez aprovecho un error en el pase del lateral derecho del Ajax de Ámsterdam, Anton Gaaei. En el tercer gol que fue anotado al minuto 37 por Igor Paixão, Giménez participó asistiéndolo. El partido transcurrió con normalidad hasta que se suspendió al minuto 55 por disturbios de los aficionados del Ajax de Ámsterdam al ver el resultado negativo de su club. El partido se reanudó el 27 de septiembre, donde Giménez completó su triplete al minuto 59 del encuentro (a 4 minutos de reanudarse el encuentro). En tal partido, Giménez fue el primer jugador del Feyenoord desde 1960 (por Rini van Woerden) que le marcó un triplete al Ajax de Ámsterdam. Además, se logró la cuarta victoria como visitante con una diferencia de 4 goles. Esta hazaña, hasta la jornada 6, fue lograda solo por el P. S. V. Eindhoven y el Feyenoord en dos ocasiones cada uno.
En la séptima jornada de la temporada, el Feyenoord disputó un partido como local en el Stadion Feijenoord contra el Go Ahead Eagles el 30 de septiembre de 2023. En este encuentro, el Feyenoord logró una victoria por 3 a 1. Giménez fue el autor del tercer gol del Feyenoord, anotando en el minuto 76 tras una asistencia de Calvin Stengs. En la octava jornada, el Feyenoord se trasladó al MAC³PARK Stadion para enfrentar al P. E. C. Zwolle. En este partido, el Feyenoord ganó por 2 a 0, con Giménez como el autor de ambos goles. El primer gol llegó al minuto 21, y el segundo al minuto 54, este último siendo asistido por Quinten Timber.
Después de la Fecha FIFA de octubre, en la que Giménez estuvo convocado por la selección mexicana para los partidos contra las selecciones de Ghana y Alemania, regresó a Róterdam para disputar la jornada 9 en el Stadion Feijenoord el 21 de octubre de 2023. En este partido, el Feyenoord recibió al Vitesse Arnhem, al cual venció con un resultado de 4 a 0. Giménez fue autor del segundo gol del encuentro, anotando en el minuto 37 tras una asistencia de Calvin Stengs. En tal partido, Giménez fue sustituido al minuto 66 por una lesión provocada por Nicolas Isimat-Mirin, siendo sustituido por Ayase Ueda. Existe polémica con Nicolas Isimat-Mirin por su acción ya que días antes declaró: «Giménez anota continuamente. ¿Cómo detenerlo? Bueno, simplemente patéalo.».
Después de haber anotado gol contra el Voldendam, Giménez llegó a 31 goles en el 2023, superando la marca conseguida por Luis Suárez en 2009 cuando jugaba para el Ajax.

##### Liga de Campeones 2023-24
Tras terminar campeón en la temporada 2022-23, el Feyenoord clasificó en automático a la fase de grupo de la Liga de Campeones de la UEFA 2023-24. Giménez fue sancionado con dos partidos en competencias internacionales de la UEFA después de ser expulsado al minuto 120 en los cuartos de final de la Liga Europa de la UEFA 2022-23. La expulsión ocurrió en el partido de vuelta contra la A. S. Roma, que tuvo lugar el 20 de abril de 2023 en el Estadio Olímpico de Roma. En este encuentro, el Feyenoord perdió 4 a 1, siendo eliminado de la competencia. Debido a esta sanción, Giménez no pudo disputar los dos primeros partidos del Feyenoord en la Liga de Campeones de la UEFA 2023-24. Estos partidos fueron contra el Celtic Football Club en el Stadion Feijenoord en Róterdam, donde los locales ganaron 2 a 0. En el segundo partido, el Feyenoord visitó el Estadio Metropolitano de Madrid para enfrentarse al Club Atlético de Madrid, siendo derrotados por 3 a 2.
Su debut fue el 25 de octubre de 2023 en la jornada 3 de la fase de grupos. El partido se diputo en el Stadion Feijenoord en Róterdam contra el S. S. Lazio. El resultado del partido fue que el Feyenoord venció al S. S. Lazio con un marcador de 3 a 1. En tal partido, Giménez debutó con un doblete, su primer gol fue al minuto 31 siendo el primero del encuentro y el segundo fue al minuto 74 significando el tercero para el Feyenoord. Tras finalizar el partido fue elogiado como el Mejor Jugador del Partido.

## Selección nacional

### Sub-16
Tras convertir 11 goles en la temporada 2015-16 y ser el segundo mejor artillero en su categoría, fue convocado para jugar la International Dream Cup 2016 con la sub-16 de México.

#### Primeras convocatorias
El 16 de septiembre de 2020 es convocado por Gerardo Martino por primera vez a la selección de fútbol de México para acudir al microciclo que duraría del 19 al 21 de septiembre donde fue suplente sin jugar. Debutó en la selección en un partido amistoso contra Ecuador realizado en el Bank of America Stadium en Charlotte, Carolina del Norte. En su primer partido realizó una asistencia a Roberto Alvarado que convirtió en gol en el minuto '6. En el minuto '66, Giménez fue sustituido por Eduardo Aguirre, quien ingresó al terreno de juego en su lugar. El 8 de diciembre de 2021 en un amistoso contra Chile anotó su primer gol con selección de México al minuto '9 con la asistencia de Uriel Antuna, partido en el cual jugó hasta el minuto '73 cuando fue sustituido por Eduardo Aguirre.
Jugó su primer partido oficial el 11 de junio de 2022, en la Liga de Naciones de la Concacaf 2022-23 contra Surinam en el Estadio Corona, en la ciudad de Torreón, Coahuila, donde jugó por primera vez en México. Entró como sustituto de Henry Martín en el minuto '63 del partido que México ganó 3-0. El último partido que jugó convocado por Gerardo Martino fue un partido amistoso contra la Colombia el 27 de septiembre de 2022 llevado a cabo en el Levi's Stadium en Santa Clara, California, Estados Unidos. Jugó por 30 minutos entrando al minuto '60 como sustituto de Henry Martín. Giménez no participó en los partidos consecuentes dirigidos por Gerardo Martino. Estos incluyeron encuentros amistosos previos contra Irak y Suecia, así como los partidos oficiales de la Copa Mundial de Fútbol de 2022, que tuvo lugar en Catar. A lo largo de ese período, Giménez no fue convocado para formar parte del proceso de la selección mexicana en esos partidos.
El 23 de marzo de 2023, Giménez jugó el partido debut de Diego Cocca como entrenador de la selección de México que ganó 2 a 0, siendo un partido de la Liga de Naciones de la Concacaf 2022-23 contra Surinam disputado en el Estadio Franklin Essed de Paramaribo, capital del país. En tal partido, Giménez erró un penal causado por una falta cometida por Shaquille Pinas a Uriel Antuna que cobró en el minuto 68.
El 15 de junio de 2023, jugó un partido contra Estados Unidos en el Allegiant Stadium de Las Vegas siento la semifinal de la Liga de Naciones de la Concacaf 2022-23. Durante el encuentro, Giménez participó ingresando al minuto 54 como sustituto de Henry Martín y jugando un total de 36 minutos. Sin embargo, sufrió una derrota por 0 a 3 en dicho partido. Este partido ha generado controversia debido a la amplia diferencia de goles y a las circunstancias en las que se desarrolló. Durante el transcurso del encuentro, se produjeron cuatro expulsiones, dos de jugadores de cada equipo.

#### Copa de Oro 2023
Giménez fue de los 23 jugadores convocados por Diego Cocca para disputar los partidos de la ronda de eliminación de la Liga de Naciones de la Concacaf 2022-23 y la Copa de Oro de la Concacaf 2023.
El 25 de junio de 2023 se llevó a cabo la primera fecha de la Copa Oro. El partido se disputó en el Estadio NRG, ubicado en Houston, Texas, y el rival fue Honduras. En dicho encuentro, Giménez tuvo participación ingresando al campo de juego como suplente de Henry Martín, y jugó un total de 31 minutos. Durante el transcurso del partido, Giménez logró anotar un gol al minuto 74, sin embargo, el gol fue anulado debido a una posición adelantada. A pesar de ello, México obtuvo una victoria por 4 a 0.
El 29 de junio de 2023 se llevó a cabo la segunda jornada de la Copa Oro en el State Farm Stadium en Glendale, Arizona. En este partido, México se enfrentó a Haití. Giménez tuvo participación en el encuentro ingresando al campo de juego en el minuto 62 como suplente de Henry Martín. Durante su participación, anotó el tercer gol para México en el minuto 83 con una asistencia de Uriel Antuna. El resultado final del partido fue una victoria de México por 3 a 1.
En la tercera fecha de la fase de grupos llevada a cabo en 2 de julio en el Levi's Stadium, Santa Clara, California, la selección de México se enfrentó contra la selección de Catar. En tal partido jugó como titular el encuentro completo, sin embargo el resultado fue una de derrota 1 a 0 con un gol de Hazem Shehata al minuto 27.
El 8 de julio comenzó la fase eliminatoria de la Copa de Oro, México al quedar primero del Grupo B y Costa Rica segundo en el Grupo C, se programó su enfrentamiento en los cuartos de final. El partido se llevó a cabo en el AT&T Stadium, Arlington, Texas. En tal partido jugó 20 minutos al entrar como cambio de Henry Martín en el minuto 70. México derrotó a Costa Rica 2 a 0 pasando a las semifinales.
El 12 de julio México disputó el duelo de semifinal ante Jamaica en el Allegiant Stadium de Las Vegas, Nevada. En dicho partido, Giménez ingresó al campo al minuto 63 en sustitución de Henry Martín. El resultado fue la victoria de México de 3 a 0.
México habría de enfrentar la final del torneo a Panamá, que venía de derrotar a Estados Unidos en semifinales. El partido se llevó a cabo el 16 de julio de 2023 en el SoFi Stadium de Inglewood, California. En dicho encuentro, Giménez ingreso al minuto 84 en sustitución de Henry Martín. Su participación fue clave, ya que cuatro minutos después de haber entrado, al minuto 88, marcaría el gol del encuentro que convertiría en campeón de la Copa Oro a México, siendo su noveno título, y primero de Giménez con la selección.

### Partidos internacionales
| Detalle de partidos internacionales | Detalle de partidos internacionales | Detalle de partidos internacionales      | Detalle de partidos internacionales | Detalle de partidos internacionales | Detalle de partidos internacionales | Detalle de partidos internacionales | Detalle de partidos internacionales | Detalle de partidos internacionales                  | Detalle de partidos internacionales |
| N.º                                 | Fecha                               | Estadio                                  | Rival                               | Resultado                           | Goles                               | Asist.                              | Tiempo                              | Competición                                          | Ref.                                |
| ----------------------------------- | ----------------------------------- | ---------------------------------------- | ----------------------------------- | ----------------------------------- | ----------------------------------- | ----------------------------------- | ----------------------------------- | ---------------------------------------------------- | ----------------------------------- |
| 1.                                  | 28 de octubre de 2021               | Bank of America Stadium, Charlotte       | Ecuador                             | 2:3                                 |                                     | 6'                                  | 66'                                 | Amistoso                                             | [ 66 ]                              |
| 2.                                  | 8 de diciembre de 2021              | Q2 Stadium, Austin                       | Chile                               | 2:2                                 | 9'                                  |                                     | 73'                                 | Amistoso                                             | [ 67 ]                              |
| 3.                                  | 28 de abril de 2022                 | Camping World Stadium, Orlando           | Guatemala                           | 0:0                                 |                                     |                                     | 1'                                  | Amistoso                                             | [ 82 ]                              |
| 4.                                  | 29 de mayo de 2022                  | AT&T Stadium, Arlington                  | Nigeria                             | 2:1                                 | 12'                                 |                                     | 68'                                 | Amistoso                                             | [ 83 ]                              |
| 5.                                  | 5 de junio de 2022                  | Soldier Field, Chicago                   | Ecuador                             | 0:0                                 |                                     |                                     | 1'                                  | Amistoso                                             | [ 84 ]                              |
| 6.                                  | 11 de junio de 2022                 | Estadio Corona, Torreón                  | Surinam                             | 3:0                                 |                                     |                                     | 27'                                 | Liga de Naciones Concacaf 2022-23                    | [ 68 ]                              |
| 7.                                  | 14 de junio de 2022                 | Independence Park, Kingston              | Jamaica                             | 1:1                                 |                                     |                                     | 76'                                 | Liga de Naciones Concacaf 2022-23                    | [ 85 ]                              |
| 8.                                  | 24 de septiembre de 2022            | Estadio Rose Bowl, Los Ángeles           | Perú                                | 1:0                                 |                                     |                                     | 62'                                 | Amistoso                                             | [ 86 ]                              |
| 9.                                  | 27 de septiembre de 2022            | Levi's Stadium, Santa Clara              | Colombia                            | 2:3                                 |                                     |                                     | 60'                                 | Amistoso                                             | [ 69 ]                              |
| 10.                                 | 23 de marzo de 2023                 | Estadio Franklin Essed, Paramaribo       | Surinam                             | 0:2                                 |                                     |                                     | 76'                                 | Liga de Naciones Concacaf 2022-23                    | [ 71 ]                              |
| 11.                                 | 15 de junio de 2023                 | Allegiant Stadium, Las Vegas             | Estados Unidos                      | 3:0                                 |                                     |                                     | 36'                                 | Semifinal de la Liga de Naciones Concacaf 2022-23    | [ 73 ]                              |
| 12.                                 | 18 de junio de 2023                 | Allegiant Stadium, Las Vegas             | Panamá                              | 0:1                                 |                                     |                                     | 84'                                 | Tercer lugar de la Liga de Naciones Concacaf 2022-23 |                                     |
| 13.                                 | 25 de junio de 2023                 | Estadio NRG, Houston                     | Honduras                            | 4:0                                 |                                     |                                     | 31'                                 | Copa Oro 2023                                        | [ 75 ]                              |
| 14.                                 | 29 de junio de 2023                 | State Farm Stadium, Glendale             | Haití                               | 1:3                                 | 83'                                 |                                     | 28'                                 | Copa Oro 2023                                        | [ 76 ]                              |
| 15.                                 | 2 de julio de 2023                  | Levi's Stadium, Santa Clara              | Catar                               | 0:1                                 |                                     |                                     | 90'                                 | Copa Oro 2023                                        | [ 77 ]                              |
| 16.                                 | 8 de julio de 2023                  | AT&T Stadium, Arlington                  | Costa Rica                          | 2:0                                 |                                     |                                     | 20'                                 | Copa Oro 2023                                        | [ 78 ]                              |
| 17.                                 | 12 de julio de 2023                 | Allegiant Stadium, Las Vegas             | Jamaica                             | 0:3                                 |                                     |                                     | 27'                                 | Copa Oro 2023                                        | [ 79 ]                              |
| 18.                                 | 16 de julio de 2023                 | SoFi Stadium, Inglewood                  | Panamá                              | 1:0                                 | 88'                                 |                                     | 5'                                  | Copa Oro 2023                                        | [ 80 ]                              |
| 19.                                 | 9 de septiembre de 2023             | AT&T Stadium, Arlington                  | Australia                           | 2:2                                 |                                     |                                     | 60'                                 | Amistoso                                             |                                     |
| 20.                                 | 12 de septiembre de 2023            | Mercedes-Benz Stadium, Atlanta           | Uzbekistán                          | 3:3                                 |                                     |                                     | 0'                                  | Amistoso                                             |                                     |
| 19.                                 | 15 de octubre de 2023               | Bank of America Stadium, Charlotte       | Ghana                               | 2:0                                 |                                     |                                     | 17'                                 | Amistoso                                             |                                     |
| 20.                                 | 18 de octubre de 2023               | Lincoln Financial Field, Philadelphia    | Alemania                            | 2:2                                 |                                     |                                     | 77'                                 | Amistoso                                             |                                     |
| 21.                                 | 17 de noviembre de 2023             | Estadio Olímpico Metropolitano, Honduras | Honduras                            | 0:2                                 |                                     |                                     | 58'                                 | Liga de Naciones Concacaf 2023-24                    |                                     |
| 22.                                 | 21 de noviembre de 2023             | Estadio Azteca, México                   | Honduras                            | (4) 2:0 (2)                         |                                     | 101'                                | 20'                                 | Liga de Naciones Concacaf 2023-24                    |                                     |
| 23.                                 | 24 de marzo de 2024                 | AT&T Stadium, Arlington                  | Estados Unidos                      | 0:2                                 |                                     |                                     | 25'                                 | Liga de Naciones Concacaf 2023-24                    |                                     |
| 24.                                 | 22 de junio de 2024                 | NRG Stadium, Houston                     | Jamaica                             | 1:0                                 |                                     |                                     | 67'                                 | Copa América 2024                                    |                                     |
| 25.                                 | 26 de junio de 2024                 | SoFi Stadium, Inglewood                  | Venezuela                           | 0:1                                 |                                     |                                     | 60'                                 | Copa América 2024                                    |                                     |
| 26.                                 | 30 de junio de 2024                 | State Farm Stadium, Glendale             | Ecuador                             | 0:0                                 |                                     |                                     | 90'                                 | Copa América 2024                                    |                                     |

## Estadísticas

### Clubes
Actualizado al último partido disputado el 18 de agosto de 2025.
| Club                     | Div.          | Temporada     | Liga  | Liga  | Liga   | Copas nacionales | Copas nacionales | Copas nacionales | Copas internacionales | Copas internacionales | Copas internacionales | Total | Total | Total  |
| Club                     | Div.          | Temporada     | Part. | Goles | Asist. | Part.            | Goles            | Asist.           | Part.                 | Goles                 | Asist.                | Part. | Goles | Asist. |
| ------------------------ | ------------- | ------------- | ----- | ----- | ------ | ---------------- | ---------------- | ---------------- | --------------------- | --------------------- | --------------------- | ----- | ----- | ------ |
| C. F. Cruz Azul · México | 1.ª           | 2017-18       | 0     | 0     | 0      | 1                | 0                | 0                | —                     | —                     | —                     | 1     | 0     | 0      |
| C. F. Cruz Azul · México | 1.ª           | 2019-20       | 12    | 2     | 1      | 0                | 0                | 0                | 2                     | 0                     | 0                     | 14    | 2     | 1      |
| C. F. Cruz Azul · México | 1.ª           | 2020-21       | 36    | 6     | 4      | 1                | 0                | 1                | 5                     | 0                     | 3                     | 42    | 6     | 8      |
| C. F. Cruz Azul · México | 1.ª           | 2021-22       | 35    | 7     | 1      | 0                | 0                | 0                | 6                     | 0                     | 0                     | 41    | 7     | 1      |
| C. F. Cruz Azul · México | 1.ª           | 2022-23       | 5     | 5     | 0      | 1                | 1                | 0                | 0                     | 0                     | 0                     | 6     | 6     | 0      |
| C. F. Cruz Azul · México | Total club    | Total club    | 88    | 20    | 6      | 3                | 1                | 1                | 13                    | 0                     | 3                     | 104   | 21    | 10     |
| Feyenoord · Países Bajos | 1.ª           | 2022-23       | 32    | 15    | 2      | 4                | 3                | 0                | 9                     | 5                     | 0                     | 45    | 23    | 2      |
| Feyenoord · Países Bajos | 1.ª           | 2023-24       | 30    | 23    | 6      | 5                | 2                | 1                | 6                     | 3                     | 1                     | 41    | 26    | 7      |
| Feyenoord · Países Bajos | 1.ª           | 2024-25       | 11    | 7     | 1      | 2                | 4                | 1                | 5                     | 5                     | 1                     | 18    | 16    | 3      |
| Feyenoord · Países Bajos | Total club    | Total club    | 73    | 45    | 8      | 10               | 9                | 2                | 20                    | 13                    | 2                     | 104   | 65    | 12     |
| A. C. Milan · Italia     | 1.ª           | 2024-25       | 14    | 5     | 2      | 3                | 0                | 1                | 2                     | 1                     | 0                     | 19    | 6     | 3      |
| A. C. Milan · Italia     | 1.ª           | 2025-26       | 0     | 0     | 0      | 1                | 0                | 1                | 0                     | 0                     | 0                     | 1     | 0     | 1      |
| A. C. Milan · Italia     | Total club    | Total club    | 14    | 5     | 2      | 4                | 0                | 2                | 2                     | 1                     | 0                     | 20    | 6     | 4      |
| Total carrera            | Total carrera | Total carrera | 175   | 70    | 16     | 17               | 10               | 5                | 35                    | 14                    | 5                     | 228   | 92    | 26     |

### Selección nacional
Actualizado al último partido disputado el 30 de junio de 2024.
| Selección         | Año | Eliminatorias | Eliminatorias | Eliminatorias | Continental | Continental | Continental | Mundial | Mundial | Mundial | Amistosos | Amistosos | Amistosos | Total | Total | Total  | Media goleadora |
| Selección         | Año | Part.         | Goles         | Asist.        | Part.       | Goles       | Asist.      | Part.   | Goles   | Asist.  | Part.     | Goles     | Asist.    | Part. | Goles | Asist. | Media goleadora |
| ----------------- | --- | ------------- | ------------- | ------------- | ----------- | ----------- | ----------- | ------- | ------- | ------- | --------- | --------- | --------- | ----- | ----- | ------ | --------------- |
| Absoluta · México |     |               |               |               |             |             |             |         |         |         |           |           |           |       |       |        |                 |
| 2021              | —   | —             | —             | —             | —           | —           | —           | —       | —       | 2       | 1         | 1         | 2         | 1     | 1     | 0.50   |                 |
| 2022              | —   | —             | —             | 2             | 0           | 0           | —           | —       | —       | 5       | 1         | 0         | 7         | 1     | 0     | 0.14   |                 |
| 2023              | —   | —             | —             | 11            | 2           | 1           | —           | —       | —       | 4       | 0         | 0         | 15        | 2     | 1     | 0.13   |                 |
| 2024              | —   | —             | —             | 4             | 0           | 0           | —           | —       | —       |         |           |           | 4         | 0     | 0     | 0.00   |                 |
| Total             | 0   | 0             | 0             | 17            | 2           | 1           | 0           | 0       | 0       | 11      | 2         | 1         | 28        | 4     | 2     | 0.14   |                 |
| 1.                |     |               |               |               |             |             |             |         |         |         |           |           |           |       |       |        |                 |

### Anotaciones destacadas
| 1 | 25-27 de septiembre de 2023 | Johan Cruyff Arena, Ámsterdam        | Ajax - Feyenoord      |  | 0 - 4 | Eredivisie 2023-24 |
| 2 | 25 de noviembre de 2023     | Van Donge & De Roo Stadion, Róterdam | Excelsior - Feyenoord |  | 2 - 4 | Eredivisie 2023-24 |

## Palmarés

### Campeonatos nacionales
| Título                        | Club      | Año  |
| ----------------------------- | --------- | ---- |
| Copa MX                       | Cruz Azul | 2018 |
| Supercopa MX                  | Cruz Azul | 2019 |
| Liga MX                       | Cruz Azul | 2021 |
| Campeón de Campeones          | Cruz Azul | 2021 |
| Supercopa de la Liga          | Cruz Azul | 2022 |
| Eredivisie                    | Feyenoord | 2023 |
| Copa de los Países Bajos      | Feyenoord | 2024 |
| Supercopa de los Países Bajos | Feyenoord | 2024 |

### Campeonatos internacionales
| Título                          | Equipo | Año  |
| ------------------------------- | ------ | ---- |
| Copa Oro de la Concacaf         | México | 2023 |
| Liga de Naciones de la Concacaf | México | 2025 |
| Copa Oro de la Concacaf         | México | 2025 |